# Samsiditana
Samsiditana (em acádio: ; romaniz.: sa-am-su-di-ta-na) foi o 11.º e último rei amorreus da 1.ª dinastia da Babilônia, reinando por 31 anos entre 1 625-1 595 a.C. (cronologia média) ou 1 562-1 531 a.C. (cronologia curta). Seu reinado é mais conhecido por seu fim com a queda repentina da Babilônia nas mãos dos hititas.

## Vida
Samsiditana era tataraneto de Hamurabi e, embora o reino da Babilônia tivesse encolhido consideravelmente desde seu auge sob este ilustre ancestral, ainda se estendia ao norte da Babilônia e do Eufrates até Mari e Terca. Na maior parte, parece não ter sido beligerante e satisfeito em ficar em casa na sede de seu reino, já que nenhum dos seus anos epônimos descreve o travamento de uma guerra ou a construção de edifícios monumentais. Eles são sobre presentes piedosos aos deuses e a ereção de estátuas dedicadas a ele. Nenhuma de suas inscrições sobreviveu. Um épico real de Gulquisar, o 6.º rei da 2.ª Dinastia da Babilônia, a Primeira Dinastia do País do Mar, descreve sua inimizade contra Samsiditana.
Samsiditana aparentemente temia um ataque como evidenciado em textos tamitu existentes, ou seja, questões oraculares dirigidas aos deuses Samas e Adade, que nomeiam sete inimigos “rebeldes”. No entanto, era impotente para evitá-lo, visto que o Estado babilônico estava em decadência, com os cargos se tornando hereditários, usurpando a prerrogativa real e pagamentos aceitos no lugar do serviço militar para financiar a burocracia inchada. O eventual golpe de misericórdia veio de um local inesperado e seu reinado foi trazido a um fim abrupto por uma invasão do rei hitita Mursil I em 1 595 a.C. (cronologia média), ou 1 531 a.C. (cronologia curta), que resultou no saque e devastação completa da Babilônia. A Crônica dos Primeiros Reis (BM 96152) resumidamente relatou: “Na época de Samsiditana, os hititas marcharam contra Acade.” (ana tar-ṣi mŠamaš-di-ta-na kurḪat-tu-ú ana kurAkkadiki [illlik-ma]) Mursil conquistou apenas para tomar pilhagem e cativos, sem tentar nenhuma ocupação duradoura, uma estratégia que havia empregado anteriormente em seu golpe oportunista contra Halpa (antigo Alepo). O relato hitita aparece no Édito de Telepinu (CTH19 - KBo 3.1, KBo 7.15, KBo 12.4.), que relata: “Subsequentemente, marchou à Babilônia e destruiu a Babilônia, e derrotou as tropas hurritas, e trouxe cativos e possessões da Babilônia para Hatusa.”
Ele apreendeu as estátuas da divindade tutelar da Babilônia Marduque e sua consorte Sarpatinum e as transportou para Hani, de onde não seriam recuperadas até o reinado do rei cassita Agum II, cerca de 24 anos depois. A Babilônia foi deixada em ruínas e não foi reocupada até o advento da dinastia cassita, cujos documentos de Tel Muamade são datados pelo número de anos após sua reinstalação para o reinado de Sipetaulzi.